# وادي أسود
وادي أسود هي بلدية في منطقة بلنسية بإسبانيا.